# Expedición 17
La Expedición 17 fue la decimoséptima estancia de larga duración en la Estación Espacial Internacional.
Los primeros tripulantes de la Expedición 17 fueron lanzados el 8 de abril de 2008 en la misión Soyuz TMA-12, y se espera que el  31 de mayo de 2008 en la misión STS-124 Reisman sea remplazado por  Gregory Chamitoff.

## Tripulación

### Primera parte: abril de 2008 - junio de 2008
- Sergéi Vólkov (1) Comandante[3] - RSA
- Oleg Kononenko (1) Ingeniero de vuelo -  RKA
- Garrett Reisman (1) - Ingeniero de vuelo - NASA

### Segunda parte: junio de 2008 - octubre de 2008
- Sergei Volkov (1) Comandante - RKA
- Oleg Kononenko (1) Ingeniero de vuelo - RKA
- Gregory Chamitoff* (1) - Ingeniero de vuelo -  NASA

*La Participación en la  Expedición 17 es de contingencia en el lanzamiento de la misión STS-124.

(#) El número ente paréntesis indica el número de vuelos espaciales completados anteriores a esta misión e incluyendo esta.

## Tripulación de reserva
- Maksim Surayev - Comandante - RSA
- Oleg Skripochka - Ingeniero de vuelo - RSA
- Timothy Kopra - Ingeniero de vuelo - NASA (de Chamitoff)

## Curisodidades
- Sergei Volkov a sus 35 años es la persona más joven en comandar la EEI